# Sivkî, Berezne
Sivkî (în ucraineană Сівки) este un sat în comuna Balașivka din raionul Berezne, regiunea Rivne, Ucraina.

## Demografie
Componența lingvistică a localității Sivkî
     Ucraineană (100%)
Conform recensământului din 2001, toată populația localității Sivkî era vorbitoare de ucraineană (100%).